# Châu Văn Liêm

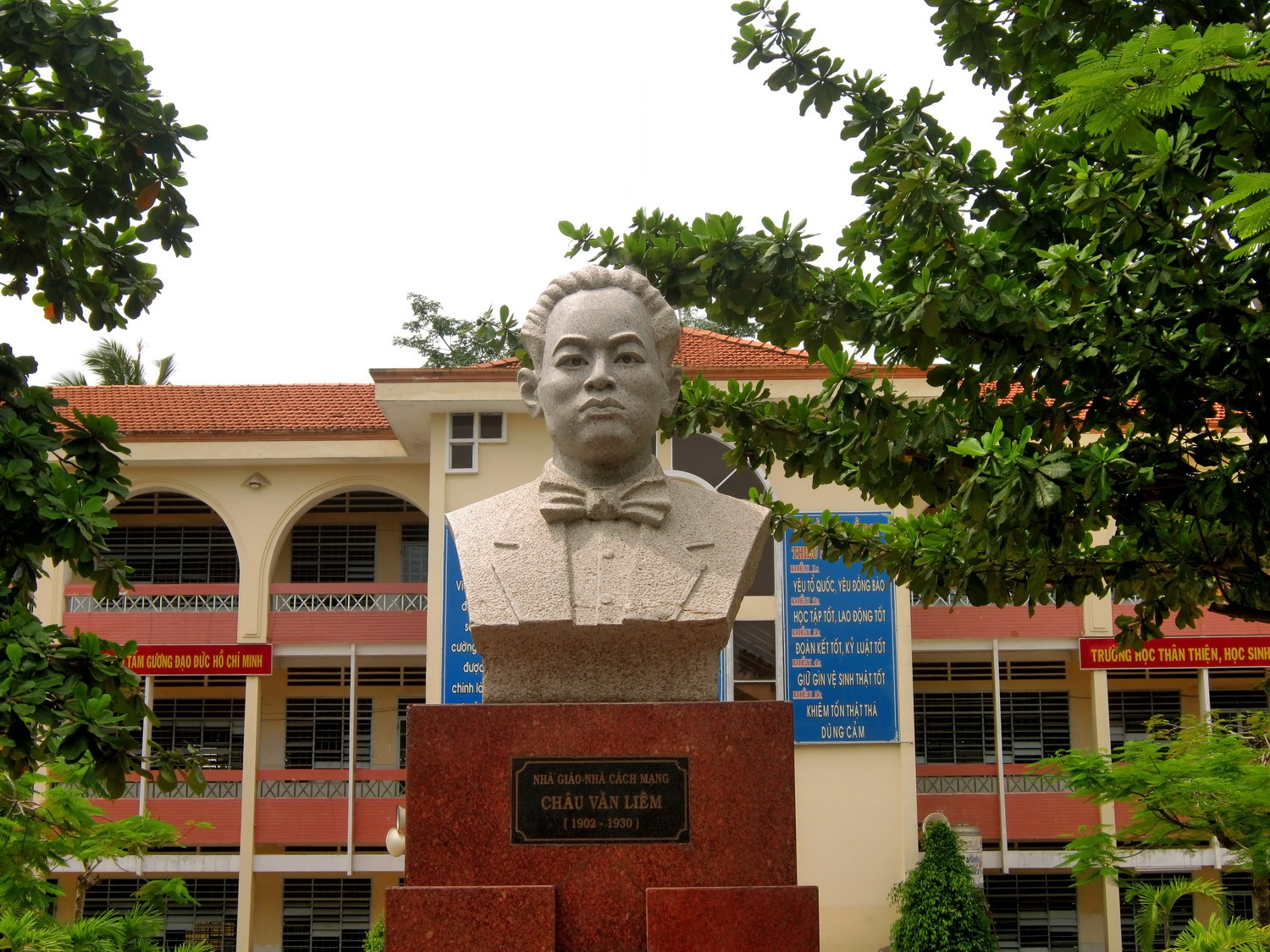
Tượng Châu Văn Liêm trong sân trường tiểu học mang tên ông tại Thành phố Long Xuyên

Châu Văn Liêm (29 tháng 6 năm 1902 – 4 tháng 5 năm 1930) là nhà cách mạng Việt Nam, và là một trong sáu người tham gia hội nghị thành lập Đảng Cộng sản Việt Nam.

## Tiểu sử
Ông sinh tại làng Thới Thạnh, tỉnh Thới Bảo, quận Ô Môn, tỉnh Cần Thơ (ngày nay thuộc xã Thới Thạnh, Thới Lai, thành phố Cần Thơ) trong một gia đình Nho học nghèo. Từ nhỏ ông đã được học chữ Nho và chữ Quốc ngữ tại quê nhà.
Sau đó ông lên Cần Thơ học. Năm 1922, sau khi có bằng Thành chung từ trường College de My Tho, ông vào học tại trường Sư phạm Đông Dương tại Sài Gòn.
Sau khi tốt nghiệp trường Sư phạm Đông Dương năm 1924, ông lần lượt dạy học tại tỉnh lỵ Long Xuyên và Chợ Thủ thuộc tỉnh Long Xuyên (ngày nay cùng thuộc tỉnh An Giang).
Trong quá trình dạy học, ông đã thành lập các tổ chức như Việt Nam phục quốc Đảng (tại Cần Thơ), Hội giáo viên, học sinh yêu nước Long Xuyên (1926), mở học đường tại Sa Đéc, vừa là trường học, vừa là nơi gặp gỡ của các nhà cách mạng.
Năm 1926, ông vận động đồng bào địa phương và học sinh làm lễ truy điệu Phan Chu Trinh tại sân banh Mỹ Luông, quận Chợ Mới, tỉnh Long Xuyên (ngày nay là huyện Chợ Mới, An Giang).
Năm 1927, ông được kết nạp vào Việt Nam Thanh niên Cách mạng Đồng chí Hội. Sau đó ông được cử vào ban thường vụ kì bộ Việt Nam Cách mạng Đồng chí Hội Nam Kỳ. Ông thôi dạy học và chuyên tâm làm cách mạng.
Tháng 6 năm 1929, ông được cử làm đại biểu kì bộ Nam Kỳ đi dự đại hội ở Hương Cảng. Sau đó ông về nước với nhiệm vụ cải tổ Việt Nam Thanh niên Cách mạng đồng chí hội, để thành lập Đảng Cộng sản. Do đó, An Nam Cộng sản Đảng được thành lập trong Nam tại Sài Gòn vào ngày 15 tháng 11 năm 1929.
Ngày 6 tháng 1 năm 1930, ông cùng với Nguyễn Thiệu được An Nam Cộng sản Đảng cử đi dự hội nghị thống nhất hai tổ chức cộng sản trong nước, thành lập ra Đảng Cộng sản Việt Nam, dưới quyền chủ tọa của Nguyễn Ái Quốc tại Cửu Long, Hồng Kông, (Trung Quốc).
Đến ngày 4 tháng 5 năm 1930, ông trực tiếp lãnh đạo cuộc biểu tình có hàng nghìn nhân dân tham dự, kéo từ Đức Hòa lên Chợ Lớn. Ông dẫn đầu đoàn người hô hào đòi giải phóng dân tộc, đưa yêu sách của nhân dân, đòi giảm sưu thuế... Ông bị cảnh sát Pháp bắn chết lúc mới 28 tuổi.
Tên ông đã được đặt cho một phường thuộc quận Ô Môn, thành phố Cần Thơ và một số trường học và một số con đường tại Trà Vinh, An Giang, Cần Thơ, Thành phố Hồ Chí Minh, Hà Nội...